# D.C. United Holdings
D.C. United Holdings es un grupo de inversores que controlan los derechos de la exportación del D.C. United, un club de fútbol que es parte de la Major League Soccer (MLS). El grupo es controlado por  William HC Chang (Presidente de Westlake International Group), Brian Davis y Christian Laettner (co-gerentes de Blue Devil Ventures), y Kevin Payne (Presidente del D.C. United), que se mantendrá su posición de los nuevos inversores. D.C. United Holdings están interesados de la acción de Discovery Communications fundador de John Hendricks, también es el fundador de la Women's United Soccer Association , de la mayoría del grupo. Brian Davis y el expropietario de Victor MacFarlane fueron los primeros propietarios afro-americanos de la MLS, William HC Chang es el primer asiático-americano. D.C. United Holdings compró el D.C. United de Anschutz Entertainment Group por 33 millones de dólares, una cifra récord de derechos de exportación a un club de la MLS. El grupo lleva a cabo a un estadio de fútbol específico para el D.C. United en el área Washington D.C.
El 21 de mayo de 2009, Victor MacFarlane anuncio la venta de su parte al D.C. United Holdings para el propietario mayorista William Chang, dándole un 98% de participación de la organización. El 21 de octubre de 2009, Chang compró a Davis y Laettner, quien ocupó el 2% restante, para controlar totalmente el 100% del equipo.
- Datos: Q5203388